# استان غات
غات یکی از استان‌های لیبی است.
مرکز این استان شهر غات است